# Budy Kumińskie
Budy Kumińskie (prononciation : [ˈbudɨ kuˈmiɲskʲɛ]) est un village polonais de la gmina de Jakubów dans le powiat de Mińsk de la voïvodie de Mazovie dans le centre-est de la Pologne.
Il se situe à environ 13 kilomètres au nord-est de Mińsk Mazowiecki (siège du powiat) et à 51 kilomètres à l'est de Varsovie (capitale de la Pologne).

## Histoire
De 1975 à 1998, le village appartenait administrativement à la voïvodie de Siedlce.